# 臺中港液化天然氣接收站
臺中港液化天然氣接收站位於臺灣臺中市龍井區臺中港外港區，為台灣電力公司開發的液化天然氣接收站，該接收站由於是台電公司負責開發使用，因此未來完工後將專門供應台中發電廠新建的燃氣複循環發電機組使用，臺中港接收站因晚於基隆港的協和液化天然氣接收站提出，因此該接收站又稱為第五液化天然氣接收站，簡稱為五接。

## 沿革

### 背景
台中發電廠位於臺中市龍井區，為1980年代台灣電力公司著眼於臺灣長期經濟發展、能源多元化，以及因應中部地區工商業迅速發展等多項因素下，決議利用臺中港航道的浚渫填築而成的277.5公頃海埔新生地，新建燃煤火力發電廠。
台中發電廠裝設有10部燃煤汽力發電機組，與四部緊急使用的氣渦輪發電機組，於1990年代至2006年間陸續商轉，曾為臺灣最大的火力發電廠，直到北邊的大潭發電廠陸續增建機組下取代之。

### 規劃
燃煤本身因排放之氣體汙染物質較高於天然氣，加上政府推動能源轉型的「展綠、增氣、減煤、非核」等四大指標，因此台中發電廠既有的10部燃煤機組首當其衝。為因應臺灣電力環境成長與逐步汰除燃煤機組，台灣電力公司利用台中發電廠西南側預留擴建之土地，計畫增設兩部裝置容量各為1,300MW的燃氣複循環發電機組，除此之外也計畫與臺灣港務公司臺中港務分公司合作，於臺中港外廓堤新建液化天然氣接收碼頭，並於電廠廠區內自設儲氣槽與汽化設施等，由台電公司自行營運。
2017年8月在政府確定「增氣減煤」的能源政策大方向以後，台電公司與中油公司開始積極展開搶進新建液化天然氣接收站的計畫，第五接收站同樣台電與中油互相向經濟部爭取興建，而最終經濟部決定由台電興建接收站，原因為經濟部考量中油與臺灣港務分公司於2005年簽約租賃第二接收站用地時，曾承諾10年後將接收站遷移至外港，而若以當時第二接收站2008年動工來計算，2018年即需搬遷。經濟部評估，第二接收站搬遷還須配合新建碼頭、防坡堤、儲氣槽，以及汽化設施等額外支出，故認為現階段不適合由中油開發，而決定由台電開發第五接收站。
2017年12月時任行政院長賴清德指示下，台中電廠新建燃氣機組計畫將提前在2023年竣工，也因此第五接收站工程也須配合機組上限時程的2023年完成啟用，然而受到臺中市政府要求須先除役燃煤機組，才能新建燃氣機組的政策下，與環境影響評估流程延宕等影響，直到2021年11月22日臺中港務分公司與台電公司才正式提送「臺中港外港區擴建計畫(第一期)環境影響評估報告書」至行政院環境保護署審查，預估投資金額新臺幣143億元，約需6年完成。
第五接收站於臺中港外港區興建外廓防坡堤含液化天然氣接收碼頭，並新設第二與第三北填方區，做為臺中港航道浚渫時的淤泥填土區，外廓防坡堤與兩塊填方區由港務分公司負責，接收站碼頭與相關儲氣、汽化設施由台電負責。
2022年5月立法院法制局提出報告指出，由於環評進度延宕，台電公司已自行提刪協和液化天然氣接收站與臺中港液化天然氣接收站的預算，也引發在野立法委員質疑政府「以氣代煤」的政策是否跳票，對此經濟部次長曾文生表示工程仍會持續進行。
2023年2月因應第五接收站的計畫提出，多個環保團體共同發出聲明認為，五接預定海域為中華白海豚棲息地，ㄇ字形、總長3,685公尺的外廓堤會影響白海豚的洄游方向，加上兩年前曾提送環評審查後就無疾而終，認為應該撤案，與台灣中油公司共用第二接收站即可。
經濟部則提出說明，依據兩年前提送的環評初審結論，需針對大肚溪口保護區的影響提出因應方案、探討如何避免白海豚誤闖施工海域，以及探討施工方式降低對海域的環境干擾等措施，才會持續在評估而未有進展。

## 廠區規劃

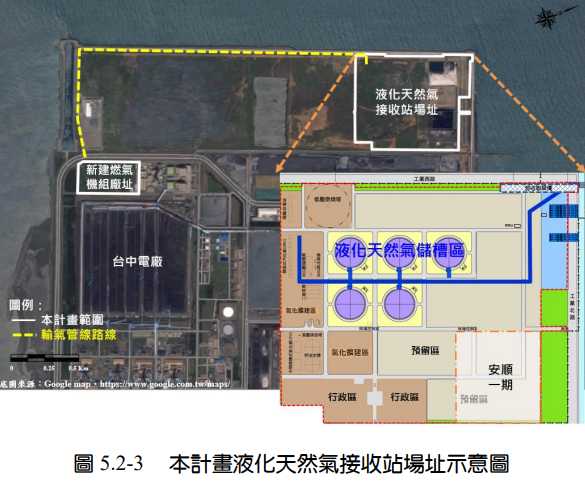
臺中港液化天然氣接收站 儲氣槽配置圖。

臺中港液化天然氣接收站接收碼頭配置於臺中港外港區，並設置3,685公尺長的外廓防坡堤、南內堤775公尺、北內堤550公尺，LNG卸裝碼頭長600公尺。並透過3公里陸管將液化天然氣輸送到台中發電廠廠區內的五座16萬公秉的儲氣槽，經汽化設施送到台中發電廠新建的燃氣複循環發電機組使用，液化天然氣接收站占地面積約50公頃，其中陸管另與中油的第二接收站管路預留有相互備援的分歧管措施。
其他港埠設施包含由臺中港務分公司負責，面積125公頃的第二北填方區與面積35公頃的第三北填方區。